# Сієнна Гіллорі
Сієнна Тіггі Гіллорі (англ. Sienna Tiggy Guillory; нар. 16 березня 1975, Кеттерінг, Англія) — англійська акторка, продюсерка, режисерка та колишня модель.

## Біографія
Народилася в місті Кеттерінг, Нортгемптоншир (Англія), в сім'ї американського артиста Айзека Гіллорі та його першої дружини Тіни Томпсон (модель), з якою він одружився в 1973 році.
Батьки переїхали до міста Фулем (Лондон), коли Гіллорі було 2 роки, а потім у Норфолк, коли їй виповнилося 11.
Батьки розлучилися у 1990 році, коли Сієнні було 14 років. У 1993 році її батько одружився з Віккі Макміллан.
Сієнна відвідувала школу Грешемс в Норфолку, де брала участь у численних шкільних постановках.

## Кар'єра

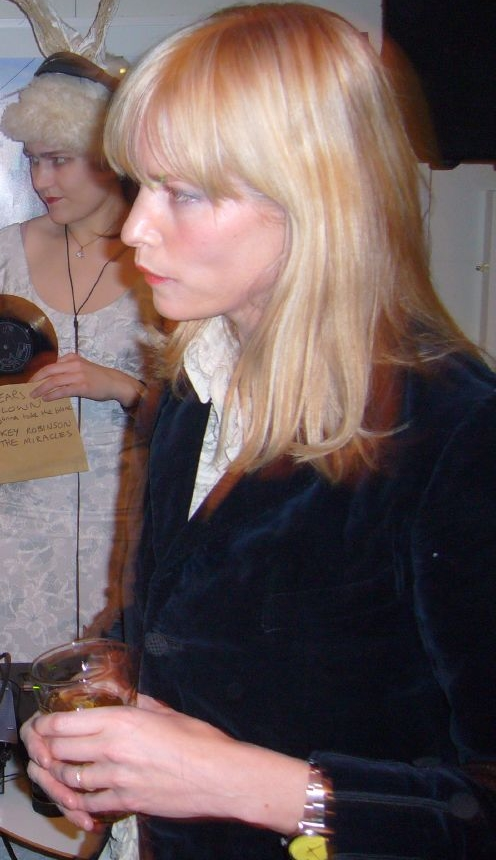
Гіллорі у 2007 році

Сієнна Гіллорі стала відома американській публіці завдяки своїй роботі у популярному міні-серіалі «Єлена Троянська», в якому вона виконала головну роль Єлени. Вона також знімалася в американських фільмах, таких як «Оселя зла: Апокаліпсис», «Машина часу» та «Реальна любов».
Після зйомок на британському телебаченні в міні-серіалі «Пірати» та безлічі малобюджетних фільмів Сієнні посміхнулася удача, і вона отримала головну роль в екранізації Кінгслі Еміса «Дівчина, схожа на тебе» на ВВС.
З того часу Сієнна грала в лондонському Вест-Енді в «Порядку речей» Ніла Ла Бьюта і продовжувала працювати з незалежними американськими кіностудіями над фільмами «Поцілунок навиліт», «Покупки на ніч дивлячись», «Закони бажання» і «Набуття тиші».
У 2007 році знялась у незалежному іспанському фільмі «Серце Землі» за участю Каталіни Сандіно Морено.
Знялася у фільмі «Ерагон» у ролі ельфійки Ар'ї, та у фільмі «Незаймана королева» у ролі фрейліни Єлизавети I, Летиції Нолліс.

## Особисте життя
У 1997-2000 роках була одружена з Ніком Мораном. 
У 2000 році почала зустрічатися з англійським актором Енцо Чиленті, а у 2002 році пара одружилася. У 2011 році Сієнна народила двох близнючок, Валентину Чиленті та Люсію Чиленті.

## Фільмографія
| Рік  | Назва українською             | Оригінальна назва            | Роль                            | Джерело       |
| ---- | ----------------------------- | ---------------------------- | ------------------------------- | ------------- |
| 1996 |                               | The Future Lasts a Long Time | Блу                             | [ 8 ]         |
| 2000 |                               | The Rules of Engagement      | Деніс                           | [ 8 ]         |
| 2000 |                               | Sorted                       | Санні                           | [ 8 ]         |
| 2000 |                               | The 3 Kings                  | Роксана                         | [ 8 ]         |
| 2000 |                               | Kiss Kiss (Bang Bang)        | Кет                             | [ 8 ]         |
| 2001 |                               | Oblivious                    | Джессіка                        | [ 9 ] [ 10 ]  |
| 2001 |                               | Late Night Shopping          | С'юзі                           | [ 11 ]        |
| 2001 |                               | Superstition                 | Джулі                           | [ 12 ]        |
| 2002 | Машина часу                   | The Time Machine             | Емма                            |               |
| 2003 |                               | The Principles of Lust       | Джульєтта                       | [ 13 ] [ 14 ] |
| 2003 | Реальна любов                 | Love Actually                | Дівчина Джеймі                  |               |
| 2004 | Оселя зла: Апокаліпсис        | Resident Evil: Apocalypse    | Джилл Велентайн                 |               |
| 2005 |                               | In the Bathroom              | Жінка                           | [ 15 ]        |
| 2005 |                               | Silence Becomes You          | Грейс                           | [ 16 ]        |
| 2006 |                               | Rabbit Fever                 | Диктор                          | [ 17 ]        |
| 2006 | Ерагон                        | Eragon                       | Ар'я                            |               |
| 2007 |                               | El Corazón De La Tierra      | Кетрін                          | [ 18 ]        |
| 2008 | Чорнильне серце               | Inkheart                     | Реза                            | [ 19 ]        |
| 2010 |                               | Perfect Life                 | Енн                             | [ 20 ]        |
| 2010 |                               | Gunless                      | Джейн                           | [ 21 ] [ 22 ] |
| 2010 | Я тут                         | I'm Here                     | Франческа                       |               |
| 2010 | Оселя зла: Потойбічне життя   | Resident Evil: Afterlife     | Джилл Велентайн                 |               |
| 2011 | Великий вибух                 | The Big Bang                 | Джулі Кестрал / Лексі Персіммон |               |
| 2011 |                               | The Last Belle               | Розі (озвучування)              |               |
| 2012 | Оселя зла: Відплата           | Resident Evil: Retribution   | Джилл Велентайн                 |               |
| 2013 |                               | The Wicked Within            | Бетані                          |               |
| 2013 |                               | The List                     | Елісон Корвін                   |               |
| 2014 |                               | The Goob                     | Джанет                          |               |
| 2014 |                               | Dream On                     | Леслі Річардсон                 |               |
| 2014 | Висотка                       | High-Rise                    | Енн Шерідан                     |               |
| 2016 | Не вішайте слухавку           | Don't Hang Up                | місис Колбейн                   |               |
| 2016 |                               | The Whole Banana             | Деніс                           |               |
| 2016 |                               | The Warriors Gate            | Енні Бронсон                    |               |
| 2016 |                               | Abduct                       | Анджеліка Дарк                  |               |
| 2017 |                               | The Performance              | Сара                            |               |
| 2019 |                               | Nuclear                      | Мати                            |               |
| 2019 |                               | Crystal's Shadow             | Анджеліка Дарк                  |               |
| 2019 |                               | Remember Me                  | Сельма                          |               |
| 2020 |                               | Son of the South             | Джессіка Мітфорд                |               |
| 2021 | Великий червоний пес Кліффорд | Clifford the Big Red Dog     | Меггі Говард                    |               |
| 2021 |                               | Defining Moments             | Ліза                            |               |
| 2023 |                               | A Banquet                    | Голлі Г'юз                      |               |
| 2023 | Мег 2: Окоп                   | Meg 2: The Trench            | Гілларі Дрісколі                | [ 23 ]        |

| Рік       | Назва                              | Оригінальна назва              | Роль             |
| --------- | ---------------------------------- | ------------------------------ | ---------------- |
| 1993      |                                    | Riders                         | Фенелла Максвелл |
| 1995      |                                    | The Buccaneers                 | леді Фелісія     |
| 1999      |                                    | Out of Sight                   | Інгрід           |
| 1999      |                                    | Dzvirpaso M                    |                  |
| 2000      |                                    | Take a Girl Like You           | Дженні Банн      |
| 2003      | Єлена Троянська                    | Helen of Troy                  | Єлена Троянська  |
| 2004      |                                    | Beauty                         | Кеті Вардл       |
| 2005      | Міс Марпл Агати Крісті             | Marple: A Murder Is Announced  | Джулія Сіммонс   |
| 2005      |                                    | The Virgin Queen               | Леттіс Нолліс    |
| 2008      |                                    | The Oaks                       | Джесіка          |
| 2008      | Криміналісти: мислити як злочинець | Criminal Minds                 | Кейт Джойнер     |
| 2009      | Віртуальність                      | Virtuality                     | Ріка Годдард     |
| 2010      |                                    | Covert Affairs                 | запрошена зірка  |
| 2010      | CSI: Місце злочину                 | CSI: Crime Scene Investigation | Кейсі Монаген    |
| 2013      |                                    | Jo                             | Клер             |
| 2013      | Лютер                              | Luther                         | Мері Дей         |
| 2013      |                                    | Believe                        | Мур              |
| 2015–2018 |                                    | Fortitude                      | Наталі Єлбартон  |
| 2016–2018 |                                    | Stan Lee's Lucky Man           | Іві              |
| 2020      | Виховані вовками                   | Raised by Wolves               | Мері             |